# Suttonella ornithocola
Espèce
Suttonella ornithocola est une bactérie aérobie, gram-négative en forme de bâtonnet de la famille des cardiobactéries. Elle est le déclencheur d'une pneumonie bactérienne évoluant vers une nécrose pulmonaire, chez divers oiseaux chanteurs de la famille des mésanges. Elle a depuis le début des années 2000 été identifiée comme la cause de la mort massive de mésanges bleues en Europe centrale puis de l'ouest.

## Caractéristiques
Suttonella ornithocola est une bactérie gram-négative en forme de bâtonnet aérobie. Les cellules sont immobiles, non encapsulées et non sporulées. Les colonies formées sur gélose au sang sont uniformément rondes, légèrement convexes, translucides et d'un gris légèrement chatoyant.
Les bactéries ont été cultivées sur une columbia au sang avec du sang de mouton dans une atmosphère aérobie avec un ajout de 5% de dioxyde de carbone. Les bactéries hémolytiques ont formé des colonies d'un diamètre d'environ 2 à 3 millimètres sur le substrat en 48 heures. En outre, il a été démontré qu'elles se développent à différentes températures (25 °C, 37 °C, 42 °C) ainsi que dans des conditions aérobies et anaérobies sur différents substrats.

## Pathologie
Suttonella ornithocola a été identifiée comme l'agent causal d'une pneumonie chez les mésanges et la cause de plusieurs décès massifs d'oiseaux.

## Symptômes
Les oiseaux malades deviennent apathiques et ne sont plus capable de manger. Ils se posent au sol et ne cherche plus à s’enfuir si quelqu'un s'approche, puis tombent sur le côté, les yeux fermés et finissent par mourir. Des symptômes respiratoires sont souvent manifestes, parfois avec une perte de plumes sur la tête, les yeux fermés xxxc.

## Écoépidémiologie
Suttonella ornithocola a été découverte et identifiée après que de nombreux oiseaux chanteurs, principalement des mésanges bleues mâles, soient morts entre l'hiver 1995 et le printemps 1996 à cause d'une infection inconnue jusqu'alors. 
Comme elles étaient les seules bactéries importantes qui ont pu être trouvées, elles ont été identifiées comme le déclencheur de la maladie,. Elles sont donc des déclencheurs de pneumonie et, d'après les résultats histologiques, elles ont été trouvées principalement sur des sujets présentant une nécrose pulmonaire aiguë. 
Ces études ont également démontré que l'infection par Suttonella ornithocola est endémique dans les populations d'oiseaux britanniques et qu'elle atteint son pic saisonnier au début du printemps. En avril 2020, la bactérie a également été à l'origine d'une épidémie parmi les mésanges de l'ouest de l'Allemagne.
En 2020, les pays touchés sont en Europe au moins l'Allemagne, la Belgique, la Grande-Bretagne et la France ; au Luxembourg, l’association natur&ëmwelt a lancé un appel à la population pour qu'on lui signale les cas observés ; elle a reçu en mars-avril-mai 2020, 228 notifications relatives à 371 mésanges bleues observées malades ou déjà  mortes, souvent autour de nichoirs ce qui laisse penser que la maladie est significativement contagieuse entre mésanges. Selon les autorités luxembourgeoises (ministères de l'Agriculture et de l'Environnement), ce microbe n'affecte que la famille des mésanges et non d’autres espèces d’oiseaux et il ne s'agit pas d'une zoonose (il n'infecte pas l’être humain),.

## Taxonomie
La bactérie Suttonella ornithocola a été isolée du tissu pulmonaire de diverses mésanges mortes, à savoir la mésange bleue (Cyanistes caeruleus), la mésange charbonnière (Parus major) et la mésange à longue queue (Aegithalos caudatus), et a été identifiée comme une espèce distincte des cardiobactéries au sein des protéobactéries en 2005 sur la base de caractéristiques morphologiques, biologiques moléculaires et biochimiques. La bactérie Suttonella indologenes, également présente chez les oiseaux, a été identifiée comme l'espèce apparentée la plus proche, avec environ 5% de différence dans les séquences de gènes considérées. La souche B6/99/2T (=CCUG 49457T=NCTC 13337T) a été spécifiée comme le type pour cette nouvelle espèce.

## voir aussi